# 金子惠一
金子 惠一（かねこ けいいち、1996年4月28日 - ）は、ジャパンラグビーリーグワン花園近鉄ライナーズに所属するラグビー選手。

## プロフィール
- 福岡県出身[1]。
- ポジションはフッカー(HO)。
- 身長 177 cm、体重 100 kg

## 略歴
2015年、東福岡高校卒業後、中央大学に入学。
2018年、中央大学ラグビー部の主将に就任。
2019年、中央大学卒業後、近鉄ライナーズ(現・花園近鉄ライナーズ)に加入。
2022年1月10日に行われたJAPAN RUGBY LEAGUE ONE第1節三菱重工相模原ダイナボアーズ戦にて途中出場で公式戦初出場を果たした。